# گوش‌خیزک خاکی
گوش‌خیزک خاکی (نام علمی: Labidura riparia) نام یک گونه از تیره گوش‌خیزک‌های نواری است.
نام دیگر عمومی این گونه در عوام مارسونبوله است که بیشتر در مناطق بومی مخصوصا اصفهان با این اسم می شناسند
این گونه که از تخم‌های خود مراقبت می‌کند در مرحلهٔ بلوغ بالدار است. حشرات ماده تخم‌های خود را برای جلوگیری از حملهٔ قارچ‌ها در فواصل معینی با بزاق خود آغشته می‌کنند. هنگامی که پوره‌ها از تخم خارج می‌شوند حشرهٔ ماده آن‌ها را مانند جوجه مرغ خانگی برای مدتی همراهی می‌کند.

## در ایران
این حشره در ایران فاقد اهمیت اقتصادی می‌باشد. این گوشخیزک گونه‌ای همه‌جایی بوده و در ایران از مناطق ساحلی دریای خزر گزارش شده. کاهو، ذرت، گندم، چغندر قند، توتون، خربزه، هندوانه، آفتاب‌گردان، کدو، کلم، خیار، گوجه فرنگی، سیب زمینی، میخک و درختان، سیب، گلابی، هلو، گوجه، انار و غیره از جمله گیاهان میزبان آن می‌باشند. این حشره از بذرهای در حال جوانه‌زنی، ریشه، گل و میوه‌های در حال گندیدن تغذیه می‌کند.